# Emmanuel Desurvire

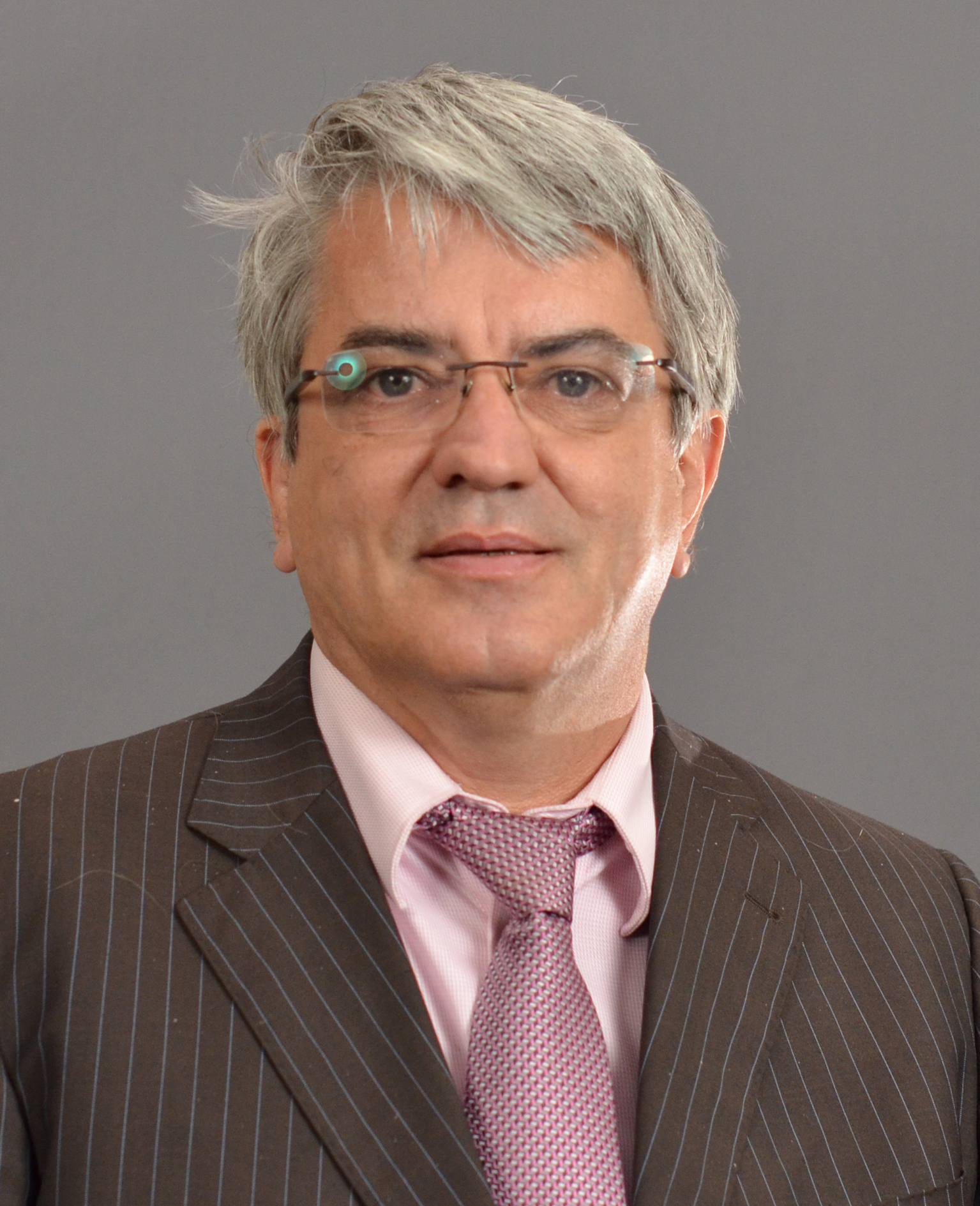

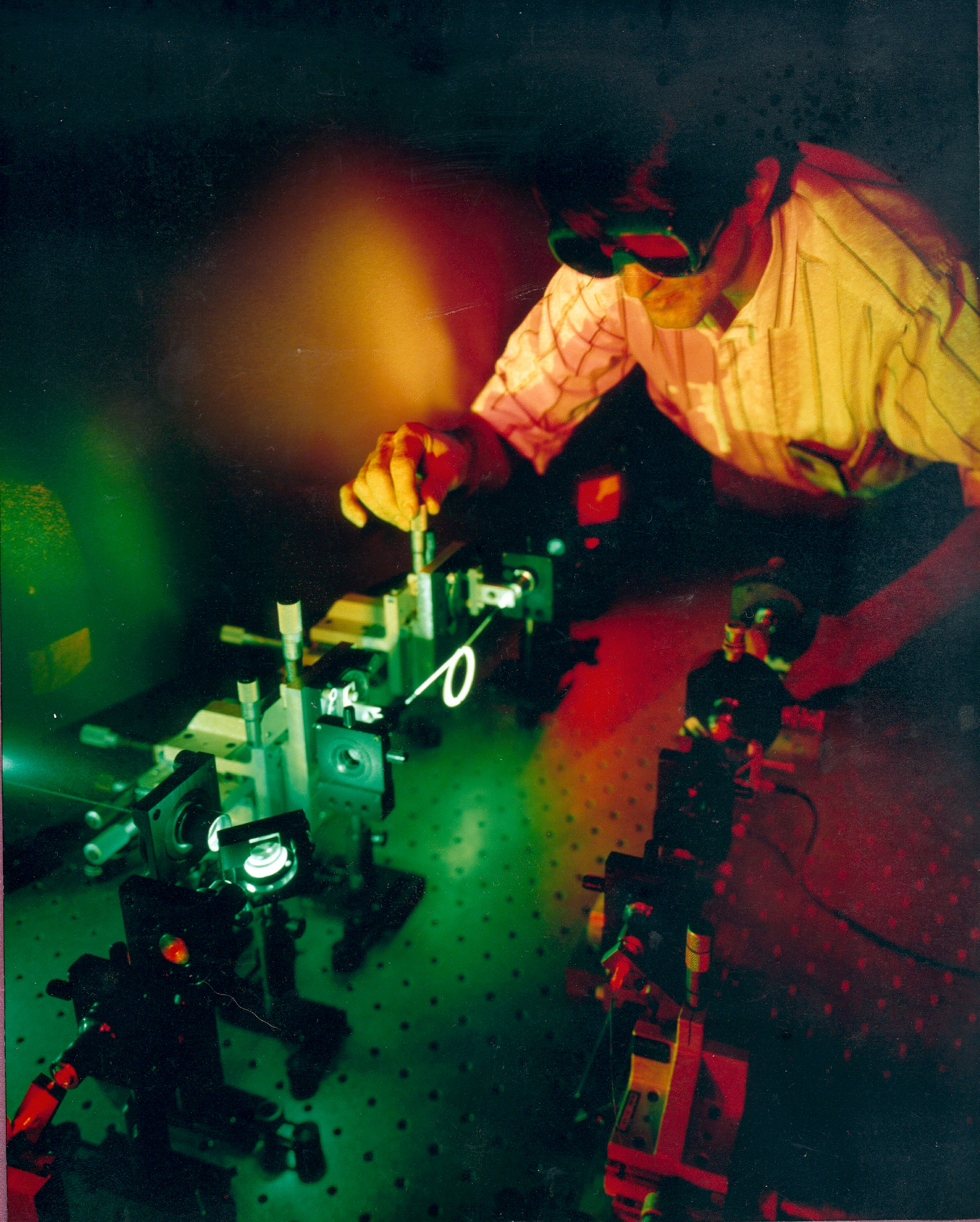

Emmanuel Benoit Marie Desurvire (né le 7 juin 1955 à Boulogne-Billancourt) est un physicien français.

## Carrière professionnelle
Desurvire a obtenu son baccalauréat au Lycée Claude-Bernard à Paris en 1974 et a obtenu en 1981 le Diplôme d'études approfondies en Physique Théorique de l'Université Pierre et Marie Curie. De 1981 à 1983, il a travaillé sur sa thèse de doctorat au Laboratoire Central de Recherches de Thomson-CSF (Corbeville, Orsay), qu'il a soutenu à l'Université de Nice sur le sujet de l'amplification de signal dans les fibres optiques par la diffusion Raman stimulée. Il a ensuite occupé un poste de troisième cycle aux Ginzton Laboratories de l'Université de Stanford. En 1986, il entre aux Laboratoires AT&T Bell, où il effectue les premières recherches aux US sur les amplificateurs à fibres optiques dopées à l'erbium (EDFA). Desurvire a été nommé à l'Université Columbia en 1990 en tant que professeur agrégé. Il dirige ensuite un laboratoire de recherches sur les transmissions optiques sous-marines à Alcatel, Marcoussis, à partir de 1994, puis après la direction du projet 40Gbit/s/WDM de l'unité Alcatel Optics devient concepteur et directeur de l'Académie technique d'Alcatel en 2000. En 1998, il est habilité à l'Université de Nice pour l'ensemble de ses travaux sur l'EDFA.    
En 2007, il dirige le Groupe de Recherches en Physique du groupe Thales (six laboratoires, dont une Unité Mixte de Recherches CNRS). Il est à la tête de près de 70 chercheurs travaillant sur des sujets aussi variés que la supraconductivité, le nanomagnétisme, les nanotubes de carbone, les lasers THz, l'imagerie active, la photonique intégrée, et la cryptographie quantique.
En 2011, après avoir été nommé VP Thales Technical Fellow, il devient Conseiller Scientifique de Thales Research and Technology, France.
Emmanuel Desurvire est l'auteur de deux ouvrages sur les EDFA ("EDFA Principles & Applications", Wiley, 1994 , et "EDFA, Device & System developments", Wiley, 2002) ; un guide introductif en deux volumes sur l'ensemble des techniques et principes des télécommunications ("Global Telocommunications, Wiley Survival Guides in Engineering", Wiley 2004); un ouvrage sur les théories de l'Information Classique et Quantique ("Classical and Quantum Information Theory", Cambridge University Press, 2009); enfin deux ouvrages tutoriels sous forme manuscrite (Handwritten tutorial) : "Quantum computing, universal gates and topological", 2018, and "General Relativity", 2023.   
Il est également le fondateur le la revue "Optical Fiber Technology" (d"abord publiée par Academic Press, en 1995, puis actuellement par Elsevier).

## Distinctions
Il a obtenu de nombreuses distinctions pour son travail de pionnier sur les EDFA (amplificateurs à fibre optiques dopées erbium) : en 1994, le prix de la Commission internationale d'optique, en 1998 la médaille Benjamin Franklin en Ingénierie, en 2005 le prix de la réalisation scientifique William Streifer, et en 2007 le prix John Tyndall IEEE/LEOS (en) , le prix de l'ingénieur de l'année du Conseil national des ingénieurs et des scientifiques de France (CNISF) et enfin le prix France-Télécom de l'Académie des sciences. 
Il est aussi le lauréat du prix Millennium Technology 2008, du prix de l'inventeur européen 2011, et avec V. Cerf; R. Kahn, T. Berners-Lee et D. Payne du Grand Prix VinFuture 2022.